# Березюк Ніна Михайлівна
Березюк Ніна Михайлівна (нар. 9 липня 1935, м. Харків) — українська бібліотекознавиця, бібліографиня, дослідниця, педагог. Працювала в Харківській науковій медичній бібліотеці, у бібліотеках вищих навчальних закладів, масових бібліотеках. Понад чверть століття перебувала на посаді головного бібліографа у Центральній науковій бібліотеці Харківського державного університету імені В. Н. Каразіна.

## Життєпис
Березюк Ніна Михайлівна народилася 9 липня 1935 року у м. Харкові.
У 1953 році закінчила бібліотечне відділення Харківського технікуму підготовки культосвітніх працівників.
У 1958 році здобула вищу освіту, закінчивши Харківський бібліотечний інститут (тепер — Харківська державна академія культури).
У 1962—1969 роки працювала на посадах старшого, а потім головного бібліотекаря в Центральній науковій бібліотеці Харківського державного університету.
Протягом 1969—1975 років обіймала посаду директора Будинок вчених Харківського обкому профспілки працівників освіти, вищої школи та наукових установ.
У 1975—1991 році була проректором із заочного навчання Харківського державного інституту культури (нині — Харківська державна академія культури).
З 1992 року перебуває на посаді головний бібліографа ЦНБ ХДУ. Ніна Михайлівна брала активну участь у науковій роботі бібліотеки, багато виступала на конференціях, працювала над створенням Музею праць учених університету, проводила роботу по формуванню інформаційної культури студентів.

## Науковий доробок
Ніна Михайлівна є автором монографій. Серед найважливіших можна назвати перший у бібліотекознавстві біобліографічний покажчик, присвячений відомому бібліотекознавцеві, випускнику Харківського університету, бібліотекарю, бібліографу, директору ЦНБ К. І. Рубинському («К. И. Рубинский: библиотекарь, библиотековед, библиограф (1860—1930)», а також «Библиотека Харьковского национального университета им. В. Н. Каразина за 200 лет», «Неизвестный Джунковский: ректор Харьковского университета 1821—1826 гг.». Її творчий доробок складає понад 150 публікацій у наукових збірниках, часописах «Бібліотечний вісник», «Бібліотечний форум України», «Вісник Книжкової палати», «Вестник БАЕ», «Библиотековедение», «Научные и технические библиотеки». Ніна Михайлівна є ініціатором проведення «Читань пам'яті Костянтина Івановича Рубинського».
Н. М. Березюк — лауреат премії імені К. І. Рубинського (1999), «Відмінник освіти України» (2002), почесний член Всеукраїнського товариства краєзнавців (2005), переможець конкурсу Харківського зонального методичного об'єднання бібліотек ВНЗ ІІІ–IV рівнів акредитації «Бібліотекар року — 2010». Отримала відзнаку Української бібліотечної асоціації «За внесок в бібліотекознавство» (2011).

## Наукові статті
- Бібліотечні фонди Харкова в роки другої світової війни. Вип. 2. Доля культурних скарбів України під час другої світової війни: архіви, бібліотеки, музеї / Березюк Н. М. та ін. Київ, 1997. 102 с. (Повернуті імена). Електрон. аналог: URL: http://dspace.univer.kharkov.ua/handle/123456789/10405 [Архівовано 17 квітня 2018 у Wayback Machine.].

- Бібліотекознавець К. І. Рубинський (1860—1930): біобібліогр. покажч. Харків, 1998. 68 с. з фот. (Сер.: Видатні постаті в історії Харківського університету). Електрон. аналог: URL: http://dspace.univer.kharkov.ua/bitstream/123456789/3595/2/Bibliografichni%20pokaghik.pdf [Архівовано 8 серпня 2017 у Wayback Machine.].

- До аналізу наукової спадщини М. Г. Швалба (1926—1995 рр.) / В. Н. Грамма, Н. М. Березюк, С. Б. Глибицька // Бібліотечний вісник. 1998. № 3. С. 30–34. Електрон. аналог: URL: http://dspace.univer.kharkov.ua/bitstream/123456789/6253/2/Do%20analizu%20naukovoi.pdf [Архівовано 29 квітня 2018 у Wayback Machine.].

- Бібліотечна освіта в Україні: (сторінки історії) // Бібліотечний вісник. 2000. № 1. С. 32–35. Електрон. аналог: URL: http://dspace.univer.kharkov.ua/bitstream/123456789/3587/2/Bib.%20osvita.pdf [Архівовано 17 квітня 2018 у Wayback Machine.].

- Дочь историка: Ольга Дмитриевна Багалей-Татаринова (1889—1942 гг.) // Багаліївські читання в НУА, ІІІ. Д. І. Багалій і культура Слобідської України: програма та матеріали, Харків, 6 листоп. 2000 р. Харків, 2000. С. 14–24. Електрон. аналог: URL: http://dspace.univer.kharkov.ua/bitstream/123456789/303/4/doch.pdf [Архівовано 18 липня 2019 у Wayback Machine.].

- Березюк Н. М., Мільман В. А. Підготовка фахівців у Харківській державній академії культури без відриву від виробництва: іст. огляд // Вісник ХДАК: зб. наук. пр. 2000. Вип. 3. С. 189—201. Електрон. аналог: URL: http://dspace.univer.kharkov.ua/bitstream/123456789/3618/2/Pidgotovka%20fakhivciv.pdf [Архівовано 19 квітня 2018 у Wayback Machine.].

- Дорога длиной в 200 лет: Центр. науч. б-ка Харьк. нац. ун-та им. В. Н. Каразина // Очерки истории вузовских библиотек г. Харькова. Харьков, 2001. С. 20–121. Электрон. аналог: URL: http://dspace.univer.kharkov.ua/bitstream/123456789/3650/2/Pervie%20100%20let.pdf [Архівовано 25 квітня 2018 у Wayback Machine.].

- Будем помнить: (о судьбе б-ки Харьк. ун-та в годы Великой Отеч. войны) // Библиотековедение. 2003. № 3. С. 108—112 с фот. Электрон. аналог: URL: http://dspace.univer.kharkov.ua/bitstream/123456789/289/1/budem%20pomnit.pdf [Архівовано 22 березня 2018 у Wayback Machine.] .

- Достойные своего рода: (к семейн. портр. Каразиных) // Universitates = Университеты: наука и просвещение. Харьков, 2003. № 1. С. 58–68 : ил. Электрон. аналог: URL: http://dspace.univer.kharkov.ua/bitstream/123456789/324/1/Dostoinie%20svoego%20roda.pdf [Архівовано 19 квітня 2018 у Wayback Machine.].

- Березюк Н. М., Левченко И. Г. Центральной научной библиотеке Харькова — 200 лет // Вестник Библиотечной Ассамблеи Евразии. 2005. № 3. С. 85–90. Электрон. аналог: URL: http://dspace.univer.kharkov.ua/bitstream/123456789/79/1/Березюк%5Bнедоступне+посилання+з+червня+2019%5D, Левченко ЦНБ 200.pdf

- Березюк Н. М., Левченко И. Г., Чигринова Р. П. Библиотека Харьковского национального университета им. В. Н. Каразина за 200 лет. Харьков, 2006. 390 с. : ил. Электрон. аналог: URL: http://dspace.univer.kharkov.ua/handle/123456789/3805 [Архівовано 17 квітня 2018 у Wayback Machine.].

- Первый директор «Ленинки»: (к 130-летию Владимира Ивановича Невского) // Библиотека в контексте истории: материалы 7-й Междунар. науч. конф., Москва, 3–4 окт. 2007 г. Москва, 2007. С. 259—273. Электрон. аналог: URL:http://dspace.univer.kharkov.ua/bitstream/123456789/257/1/Pervi%20director%20Leninki.pdf [Архівовано 19 квітня 2018 у Wayback Machine.].

- Неизвестный Джунковский: ректор Харьковского университета 1821—1826 гг. Харьков, 2008. 312 с. : ил. Электрон. аналог: URL: http://dspace.univer.kharkov.ua/handle/123456789/3765 [Архівовано 20 квітня 2018 у Wayback Machine.].

- Исторические параллели в судьбе двух университетских библиотек [Харькова (ЦНБ) и Одессы]: фрагм. истории // Вісник Одеського національного університету. 2008. Т. 13: Сер. Бібліотекознавство, бібліографознавство, книгознавство. Вип. 8. С. 48–56; Під іншою назвою // Вісник ХНУ ім. В. Н. Каразіна. 2010. № 908 : Сер. : Історія. Вип. 42. С. 312—323. Електрон. аналог: URL:http://dspace.univer.kharkov.ua/bitstream/123456789/303/4/doch.pdf [Архівовано 18 липня 2019 у Wayback Machine.].

- Березюк Н. М., Сєдих В. В. Василь Якович Джунковський — перший каталогознавець в Україні // Вісник Книжкової палати. 2009. № 3. С. 49–51. Електрон. аналог: URL: http://dspace.univer.kharkov.ua/bitstream/123456789/3651/2/Vasil%20Yakovich.pdf [Архівовано 8 серпня 2017 у Wayback Machine.].

- К. И. Рубинский и Л. Б. Хавкина — основоположники Харьковской библиотечной школы: фрагм. истории // Научные и технические библиотеки. 2009. № 5. С. 93–103. Электрон. аналог: URL: http://dspace.univer.kharkov.ua/bitstream/123456789/254/1/Rubinski%20i%20Havkina.pdf [Архівовано 8 серпня 2017 у Wayback Machine.].

- К. И. Рубинский: библиотекарь, библиотековед, библиограф (1860—1930). Харьков, 2010. 320 с. : ил. Электрон.аналог: URL: http://dspace.univer.kharkov.ua/handle/123456789/5418 [Архівовано 20 квітня 2018 у Wayback Machine.].

- Петр Иванович Кеппен (1793—1864) — один из первоклассных русских библиографов и разносторонних ученых (к 220-летию со дня рождения) // Бібліотечний форум України. 2013. № 2. С. 42–49. Электрон. аналог: URL:

http://dspace.univer.kharkov.ua/bitstream/123456789/9401/2/Berezuk_Petr_Ivanovich_Keppen.pdf [Архівовано 25 квітня 2018 у Wayback Machine.].
- Невідомий бібліограф: академік І. Срезневський (1812—1880) // Бібліотечна планета. 2013. № 4. С. 27–30. Електрон. аналог: URL:

http://dspace.univer.kharkov.ua/bitstream/123456789/9400/2/Berezuk_Nevidomy_bibliograf.pdf [Архівовано 25 квітня 2018 у Wayback Machine.].
- Березюк Н., Соляник А. Покоління фундаторів бібліотечної освіти в Україні: до 110-річчя О. А. Майбороди (1903—1985) // Вісник Книжкової палати. 2013. № 9. С. 36–39 з фот. Електрон. аналог: URL:

http://dspace.univer.kharkov.ua/bitstream/123456789/10396/2/Berezuk_Maiboroda.pdf [Архівовано 4 травня 2018 у Wayback Machine.].
- Видатний вітчизняний бібліограф Михайло Федорович Комаров (до 170-річчя від дня народження) // Бібліотечний форум України. 2014. № 2. С. 36–41.

- Березюк Н., Соляник А. Библиотековед Надежда Яковлевна Фридьева: опыт библиогр. исслед. : (к 120-летию со дня рождения) // Научные и технические библиотеки. 2015. № 1. С. 81–96. Электрон. аналог: URL: http://dspace.univer.kharkov.ua/bitstream/123456789/10318/2/Berezuk_Solianik.pdf [Архівовано 15 листопада 2017 у Wayback Machine.].

- Достойные свого рода (к семейному портрету Каразиных) // В. Н. Каразін. Діалоги у часі й просторі: дослідження і матеріали. Харків, 2015. С. 192—206. Родословная Каразиных. С. [3] вклейки. Електрон. аналог: URL: http://dspace.univer.kharkov.ua/handle/123456789/10316 [Архівовано 7 травня 2018 у Wayback Machine.].

- Фрідьєва Надія Яківна (до 120-річчя від дня народж): біобібліогр. покажч. / [упоряд., передм. С. В. Євсеєнко, Н. М. Березюк ]. Харків, 2015. 74 с.

- Журавлева И., Березюк Н. Василий Назарович Каразин (1773—1842), основатель университетской библиотеки: к 210-й годовщине открытия Центр. науч. б-ки Харьк. нац. ун-та им В. Н. Каразина // Бібліотечний форум України. 2015. С. 61–65. Электрон. аналог: URL: http://dspace.univer.kharkov.ua/handle/123456789/10589/ [Архівовано 22 березня 2018 у Wayback Machine.].

- Березюк Н. М. Вчений і бібліографія (XIX — середина XX століття). Нариси. Бібліографія бібліографії / Н. М. Березюк. — Харків : ХНУ ім. В. Н. Каразіна, 2018. — 205 с.  	Электрон. аналог: URL: http://dspace.univer.kharkov.ua/handle/123456789/14815 [Архівовано 2 червня 2020 у Wayback Machine.]

## Використана література
- Библиотековед и библиограф Нина Михайловна Березюк (к 80-летию со дня рождения): биобиблиогр. указ. Харьков, 2015. 44 с. : фотоил. (Лауреаты премии имени К. И. Рубинского). Электрон. аналог: URL: http://dspace.univer.kharkov.ua/bitstream/123456789/10703/2/Nina_Berezuk_pokagchyk_2015.pdf [Архівовано 8 серпня 2017 у Wayback Machine.].

- Мохонько В. Г. Бібліотекознавець Ніна Михайлівна Березюк // Короленківські читання 2005 : матеріали наук.-практ. конф. Харків, 2005. С. 34–38.

- Мохонько В. Г. Жизнь, посвященная Книге! // Библиотековед Нина Михайловна Березюк: биобиблигр. указ./ Сост. В.Д. Прокопова, С.Б.Глибицкая ; вступ. ст. В.Г. Мохонько ; науч. ред. С.И. Посохов; библиогр. ред. Ю.Ю. Полякова ; под ред. И.Г. Левченко. - Харьков : ЦНБ ХНУ, 2005. - С. 5–9.

- http://libenc.korolenko.kharkov.com/personalii/bereziuk-nina-mykhailivna [Архівовано 27 травня 2019 у Wayback Machine.] Харківська державна наукова бібліотека імені В. Г. Короленка. Бібліотечна енциклопедія Харківщини. Регіональний корпоративний проект.